# Sangihe-Inseln
Die Sangihe-Inseln oder Sangir-Inseln (indonesisch Kepulauan Sangihe) sind eine Gruppe von etwa 50 bergigen und vulkanischen Inseln im nördlichen Indonesien, nordöstlich von Sulawesi an der Grenze von Celebessee und Molukkensee, ungefähr auf dem halben Weg zwischen Sulawesi und Mindanao in den Philippinen. 
Sie bilden zusammen mit den Talaud-Inseln den Sangihe-Talaud-Archipel. Die Inseln umfassen eine Landfläche von 1056 km². Viele dieser Inseln gehören zu den vulkanisch aktivsten Inseln Indonesiens und besitzen fruchtbare Böden und Berge.
Die Hauptinseln sind Sangihe Besar, Siau, Tahulandang und Biaro. Die Insel Sangihe Besar ist 45 km lang und 15 km breit. Die höchsten Erhebungen auf den Sangihe-Inseln sind der 1797 m hohe Vulkan Karangetang auf Siau und der Awu (1320 m) auf Sangihe Besar, dessen Ausbruch am 2. März 1856 über 6000 Menschen das Leben kostete. Südlich des Mount Awu liegt an der Westküste die Hafenstadt Tahuna, die größte Stadt der Sangihe-Inseln. Eine weitere Hafenstadt ist Tabukang. Zwischen Sangihe Besar und Siau liegt der unterseeische Vulkan Banua Wuhu, der zuletzt 1919 aktiv war. Der südlichste Vulkan dieser Inselkette liegt auf der gleichnamigen Insel Ruang.

## Wirtschaft
Der größte Wirtschaftszweig ist der Anbau und das Weben von Manila. Weitere wichtige Zweige sind der Fischfang, die Schifffahrt und der Tourismus. Die Sangihe-Inseln gelten als begehrtes Reiseziel für Tauchtouristen. Die meisten der etwa 240.000 Einwohner (Stand: 2005) sind Christen.
Die Inseln kamen 1677 unter niederländische Kontrolle und waren bis zur Übergabe an Indonesien im Jahre 1945 ein Teil der niederländischen Regentschaft Menado. Sie werden heute von Manado aus als Teil der Provinz Nordsulawesi (Sulawesi Utara) verwaltet. Sie bilden zwei Regierungsbezirke (Kabupaten): Die eigentlichen Sangiheinseln (Kepulauan Sangihe) im Norden und die Insel Siau, auch Sitaroinseln (Kepulauan Siau Tagulandang Biaro) im Süden.